# WTA-touren
WTA-touren är en serie tennisturneringar för kvinnliga professionella tennisspelare där resultatet ligger till grund för en ranking. WTA-touren är damernas motsvarighet till herrarnas ATP-touren. Touren organiseras av WTA, Women's Tennis Association, som är en icke vinstinriktad organisation med syfte att utveckla den professionella damtennisen. Organisationen ägs till lika delar av tourens spelare och tävlingar. WTA har sitt huvudkontor i S:t Petersburg, Florida, USA och ett europeiskt kontor finns i London, England.
WTA grundades 1973 av tennislegenden Billie Jean King. Ursprungligen, fram till 1994, var Philip Morris-koncernen huvudsponsor för de kvinnliga professionella tennisspelarnas turneringsverksamhet. Under beteckningen the Virginia Slims Circuit (Virginia Slims, ett cigarettmärke inom koncernen) organiserade därvid koncernen ett antal av spelarnas turneringar. 
Från 2005 till 2012 var tourens officiella beteckning Sony Ericsson WTA Tour och bestod 2006 av 63 professionella damtennistävlingar och cirka 1400 spelare från knappt 80 länder. De största tävlingarna är Grand Slam-turneringarna Australiska öppna, Franska öppna, Wimbledon och US Open samt the Season ending WTA Tour Championship. Collector Swedish Open är den enda WTA-tävlingen i Sverige.
Med en årlig total prissumma på drygt 500 miljoner kronor, cirka fyra miljoner åskådare och ett stort antal TV-tittare är damtennis en av världens största professionella damidrotter.

## Tävlingar
WTA-touren omfattar sex turneringstyper; Grand Slam-turneringarna, Tier I-IV och Season ending Championship.

### Grand Slam
| Definition  | Plats                       | Namn              | Lokal   | Bantyp                | Månad             | Singelseger 2008 | Singelseger 2007 | Singelseger 2006 | Singelseger 2005       |
| ----------- | --------------------------- | ----------------- | ------- | --------------------- | ----------------- | ---------------- | ---------------- | ---------------- | ---------------------- |
| Grand Slam* | Melbourne                   | Australiska öppna | Utomhus | Hardcourt (Plexipave) | Januari           | Maria Sjarapova  | Serena Williams  | Amélie Mauresmo  | Serena Williams        |
| Grand Slam  | Paris (Roland Garros)       | Franska öppna     | Utomhus | Grus                  | Maj-juni          | Ana Ivanovic     | Justine Henin    | Justine Henin    | Justine Henin-Hardenne |
| Grand Slam  | London                      | Wimbledon         | Utomhus | Gräs                  | Juni-juli         | Venus Williams   | Venus Williams   | Amélie Mauresmo  | Venus Williams         |
| Grand Slam  | New York (Flushing Meadows) | US Open           | Utomhus | Hardcourt (DecoTurf)  | Augusti-september | Serena Williams  | Justine Henin    | Maria Sjarapova  | Kim Clijsters          |

- Prissummorna är för år 2006 i den ordning mästerskapen räknas upp i tabellen 19 miljoner Australisk dollar, 6,4 miljoner Euro, 4,7 miljoner Pund och 8 miljoner USA-dollar.

### Tier I
Omfattar 9 turneringar med prissummor om cirka 1, 3 miljoner US-dollar.
| Definition | Plats        | Namn                                           | Lokal   | Bantyp    | Spelmånad    | Singelseger 2008 | Singelseger 2007        | Singelseger 2006        | Singelseger 2005          |
| ---------- | ------------ | ---------------------------------------------- | ------- | --------- | ------------ | ---------------- | ----------------------- | ----------------------- | ------------------------- |
| WTA Tier I | Doha         | Qatar Total Open                               | Utomhus | Hardcourt | februari     | Maria Sharapova  | Justine Henin (tier II) | Nadia Petrova (tier II) | Maria Sjarapova (tier II) |
| WTA Tier I | Indian Wells | Pacific Life Open                              | Utomhus | Hardcourt | mars         | Ana Ivanovic     | Daniela Hantuchová      | Maria Sjarapova         | Kim Clijsters             |
| WTA Tier I | Miami        | NASDAQ-100 Open (från 2007 Sony Ericsson Open) | Utomhus | Hardcourt | mars-april   | Serena Williams  | Serena Williams         | Svetlana Kuznetsova     | Kim Clijsters             |
| WTA Tier I | Charleston   | Family Circle Cup                              | Utomhus | Grus      | april        | Serena Williams  | Jelena Janković         | Nadia Petrova           | Justine Henin-Hardenne    |
| WTA Tier I | Berlin       | Qatar Telecom German Open                      | Utomhus | Grus      | maj          | Dinara Safina    | Ana Ivanović            | Nadia Petrova           | Justine Henin-Hardenne    |
| WTA Tier I | Rom          | Rome Masters, (Internationali d'Italia)        | Utomhus | Grus      | maj          | Jelena Janković  | Jelena Janković         | Martina Hingis          | Amélie Mauresmo           |
| WTA Tier I | San Diego    | Acura Classic                                  | Utomhus | Hardcourt | juli-augusti | inte 2008        | Maria Sjarapova         | Maria Sjarapova         | Mary Pierce               |
| WTA Tier I | Montréal     | Rogers Cup                                     | Utomhus | Hardcourt | juli-augusti | Dinara Safina    | Justine Henin           | Ana Ivanović            | Kim Clijsters             |
| WTA Tier I | Tokyo        | Toray Pan Pacific Open                         | Inomhus | Matta     | september    | Dinara Safina    | Martina Hingis          | Jelena Dementieva       | Maria Sjarapova           |
| WTA Tier I | Moskva       | Ladies Kremlin Cup                             | Inomhus | Matta     | oktober      | Jelena Janković  | Jelena Dementieva       | Anna Tjakvetadze        | Mary Pierce               |

### Tier II
Omfattar 14 turneringar med prissummor om cirka 600.000 US-dollar.
| Definition  | Plats         | Namn                            | Lokal   | Bantyp    | Månad             | Singelseger 2008    | Singelseger 2007       | Singelseger 2006         | Singelseger 2005           |
| ----------- | ------------- | ------------------------------- | ------- | --------- | ----------------- | ------------------- | ---------------------- | ------------------------ | -------------------------- |
| WTA Tier II | Sydney        | Medibank International          | Utomhus | Hardcourt | januari           | Justine Henin       | Kim Clijsters          | Justine Henin            | Alicia Molik               |
| WTA Tier II | Paris         | Open Gaz de France              | Inomhus | Matta     | februari          | Anna Tjakvetadze    | Nadia Petrova          | Amélie Mauresmo          | Dinara Safina              |
| WTA Tier II | Antwerpen     | Proximus Diamond Games          | Inomhus | Matta     | februari          | Justine Henin       | Amélie Mauresmo        | Amélie Mauresmo          | Amélie Mauresmo            |
| WTA Tier II | Dubai         | Dubai Duty Free Women's Open    | Utomhus | Hardcourt | februari-mars     | Jelena Dementieva   | Justine Henin          | Justine Henin            | Lindsay Davenport          |
| WTA Tier II | Amelia Island | Bausch & Lomb Championships     | Utomhus | Grus      | april             | Maria Sjarapova     | Tatiana Golovin        | Nadia Petrova            | Lindsay Davenport          |
| WTA Tier II | Warszawa      | J&S Cup                         | Utomhus | Grus      | april-maj         | inte 2008           | Justine Henin          | Kim Clijsters            | Justine Henin              |
| WTA Tier II | Eastbourne    | International Women's Open      | Utomhus | Gräs      | juni              | Agnieszka Radwańska | Justine Henin          | Justine Henin            | Kim Clijsters              |
| WTA Tier II | Stanford      | Bank of the West Classic        | Utomhus | Hardcourt | juli              | Aleksandra Wozniak  | Anna Tjakvetadze       | Kim Clijsters            | Kim Clijsters              |
| WTA Tier II | Los Angeles   | East West Bank Classic          | Utomhus | Hardcourt | juli              | Dinara Safina       | Ana Ivanović           | Jelena Dementieva        | Kim Clijsters              |
| WTA Tier II | New Haven     | Pilot Pen Tennis                | Utomhus | Hardcourt | augusti           | Caroline Wozniacki  | Svetlana Kuznetsova    | Justine Henin-Hardenne   | Lindsay Davenport          |
| WTA Tier II | Peking        | China Open                      | Utomhus | Hardcourt | september         | Jelena Janković     | Ágnes Szávay           | Svetlana Kuznetsova      | Maria Kirilenko            |
| WTA Tier II | Luxemburg     | Fortis Championships Luxembourg | Utomhus | Hardcourt | september-oktober | Tier III            | Ana Ivanović           | Alona Bondarenko         | Kim Clijsters              |
| WTA Tier II | Stuttgart     | Porsche Tennis Grand Prix       | Inomhus | Hardcourt | september-oktober | Jelena Janković     | Justine Henin          | Nadia Petrova            | Lindsay Davenport          |
| WTA Tier II | Zürich        | Zurich Open                     | Inomhus | Hardcourt | oktober           | Venus Williams      | Justine Henin (tier I) | Maria Sjarapova (tier I) | Lindsay Davenport (tier I) |
| WTA Tier II | Linz          | Generali Ladies Linz            | Inomhus | Hardcourt | oktober           | Ana Ivanović        | Daniela Hantuchová     | Maria Sjarapova          | Nadia Petrova              |
| WTA Tier II | Philadelphia  | Advanta Championships           | Inomhus | Hardcourt | oktober-november  | Spelades inte       | Spelades inte          | Spelades inte            | Amélie Mauresmo            |

### Tier III
Omfattar 18 turneringar med prissummor om cirka 175 000 US-dollar.
- WTA Tier III Guldkusten, Mondial Australian Women's Hardcourt, (januari)
- WTA Tier III Bangalore, Sony Ericsson International, (februari)
- WTA Tier III Bogotá, Copa Colsanitas Santander, (februari)
- WTA Tier III Acapulco, Abierta Mexicano TELCEL, (februari-mars)
- WTA Tier III Memphis, Regions Morgan Keegan Championships and the Cellular South Cup, (februari-mars)
- WTA Tier III Istanbul, Istanbul Cup, (maj)
- WTA Tier III Strasbourg, Internationaux de Strasbourg, (maj)
- WTA Tier III Birmingham, DFS Classic, (juni)
- WTA Tier III 's-Hertogenbosch, Ordina Open, (juni)
- WTA Tier III Budapest, Gaz de France Budapest Grand Prix, (juli)
- WTA Tier III Bad Gastein, Gastein Ladies, (juli)
- WTA Tier III Cincinnati, Western & Southern Financial Group Women's Open, (augusti)
- WTA Tier III Bali, Commonwealth Bank Tennis Classic, (september)
- WTA Tier III Guangzhou, Guangzhou International Women's Open, (september)
- WTA Tier III Tokyo, AIG Japan Open Tennis Championships, (september-oktober)
- WTA Tier III Kolkata, Sunfeast Open, (oktober)
- WTA Tier III Luxembourg, Fortis Championships Luxembourg, (oktober)
- WTA Tier III Québec, Bell Challenge, (oktober-november)

### Tier IV
Omfattar 13 turneringar med prissummor om cirka 145.000 US-dollar
- WTA Tier IV Auckland, ASB Classic, (januari)
- WTA Tier IV Hobart, Moorilla Hobart International, (januari)
- WTA Tier IV Pattaya, Pattaya Women's Open, februari)
- WTA Tier IV Estoril, Estoril Open, (april)
- WTA Tier IV Fès, Grand Prix SAR La Princesse Lalla Meryem, (april-maj)
- WTA Tier IV Prag, ECM Prague Open, (maj)
- WTA Tier IV Barcelona, Barcelona KIA, (juni)
- WTA Tier IV Palermo, Internazionali Femminili di Palermo, (juli)
- WTA Tier IV Portorož, Banka Koper Slovenia Open, (juli)
- WTA Tier IV Stockholm, Nordea Nordic Light Open, (juli-augusti)
- WTA Tier IV Forest Hills, Forest Hills Sony Ericsson WTA Tour Classic, (augusti)
- WTA Tier IV Seoul, Hansol Korea Open Tennis Championships, (september)
- WTA Tier IV Tasjkent, Tashkent Open, (september-oktober)

### Season ending
WTA Tour Championship med prissumma om cirka 3 miljoner US-dollar.